# CBS 30th Street Studio
CBS 30th Street Studio, также известная как Columbia 30th Street Studio — студия звукозаписи, находившаяся в управлении Columbia Records с 1948 по 1981 год и расположенная по адресу 207 East 30th Street между второй и третьей авеню на Манхэттене в Нью-Йорке. С 2009 года принадлежит Матвею Троицкому.
На этой студии были записаны многие альбомы самых разных жанров, включая ’S Wonderful (1956) Рэя Конниффа, Kind of Blue (1959) Майлза Дэвиса, West Side Story (1957) Леонарда Бернстайна, Theme from A Summer Place (1960) Перси Фейта и The Wall (1979) Pink Floyd.